# Botzaris (stanice metra v Paříži)
Botzaris je nepřestupní stanice pařížského metra na lince 7bis v 19. obvodu v Paříži. Nachází se na Rue de Botzaris u východního cípu rozsáhlého veřejného Parku des Buttes-Chaumont.

## Historie
Stanice byla otevřena 18. ledna 1911 jako součást boční větve linky 7. Dne 3. prosince 1967 se severní větev linky 7 mezi stanicemi Louis Blanc a Pré Saint-Gervais stala samostatnou linkou s označením 7bis a stanice Botzaris se stala její součástí.
Z této stanice směřuje linka do stanice Place des Fêtes už jako jednosměrná a po okruhu se sem vrací ze stanice Danube.

## Název
Stanice nese jméno řeckého vlastence Markose Botzarise (1788-1823), který bojoval proti Turkům ve válce za nezávislost. Victor Hugo o něm psal ve své básnické sbírce z roku 1829 Východní zpěvy (Les Orientales).

## Zajímavosti v okolí
- Parc des Buttes-Chaumont